# 马修·史密斯 (足球运动员)
马修·史密斯（英語：Matthew Smith，1999年11月22日—），英国男子足球运动员，场上位置是中场。他曾代表威尔士代表队参加2022年国际足联世界杯，结果队伍止步小组赛阶段。